# Gruppo dell'articolo 29 per la tutela dei dati
Il Gruppo dell'articolo 29 per la tutela dei dati (in inglese Article 29 Working Party o WP29) era il gruppo di lavoro comune della autorità nazionali di vigilanza e protezione dei dati.
Era un organismo consultivo indipendente, composto da un rappresentante delle varie autorità nazionali, dal Garante europeo della protezione dei dati e da un rappresentante della Commissione. Il presidente era eletto dal Gruppo al suo interno ed aveva un mandato di due anni, rinnovabile una sola volta. Il Gruppo adottava le sue decisioni a maggioranza semplice dei rappresentanti delle autorità di controllo.
L'articolo 29 della direttiva europea 95/46 prevede, vari compiti da affidare ai membri dei Garanti nazionali, che quindi si riunivano per garantire regole comuni in tema di privacy.
Le sue principali missioni erano:
- Fornire un parere esperto agli Stati in merito alla protezione dei dati;
- Promuovere l'applicazione coerente della direttiva sulla protezione dei dati in tutti gli Stati membri dell'UE, nonché in Norvegia, Liechtenstein e Islanda;
- Dare alla Commissione un parere sulle leggi comunitarie (primo pilastro) che riguardano il diritto alla protezione dei dati personali,
- Fornire raccomandazioni al pubblico su questioni relative alla protezione delle persone con riguardo al trattamento dei dati personali e alla privacy nella Comunità europea.

Il 25 maggio 2018 è stato sostituito dal Comitato europeo per la protezione dei dati (EDPB) ai sensi del regolamento generale sulla protezione dei dati dell'UE (GDPR) (regolamento (UE) 2016/679).